# Nowolisino (stacja kolejowa)
Nowolisino (ros. Новолисино) – węzłowa stacja kolejowa w miejscowości Fornosowo, w rejonie tośnieńskim, w obwodzie leningradzkim, w Rosji. Węzeł kolejowej obwodnicy Petersburga z linią Petersburg - Nowogród Wielki.
Jest to stacja końcowa dla większości pociągów podmiejskich z Dworca Witebskiego.
Stacja powstała w XIX w. Poprzednio nazywała się Lisino (ros. Лисино).

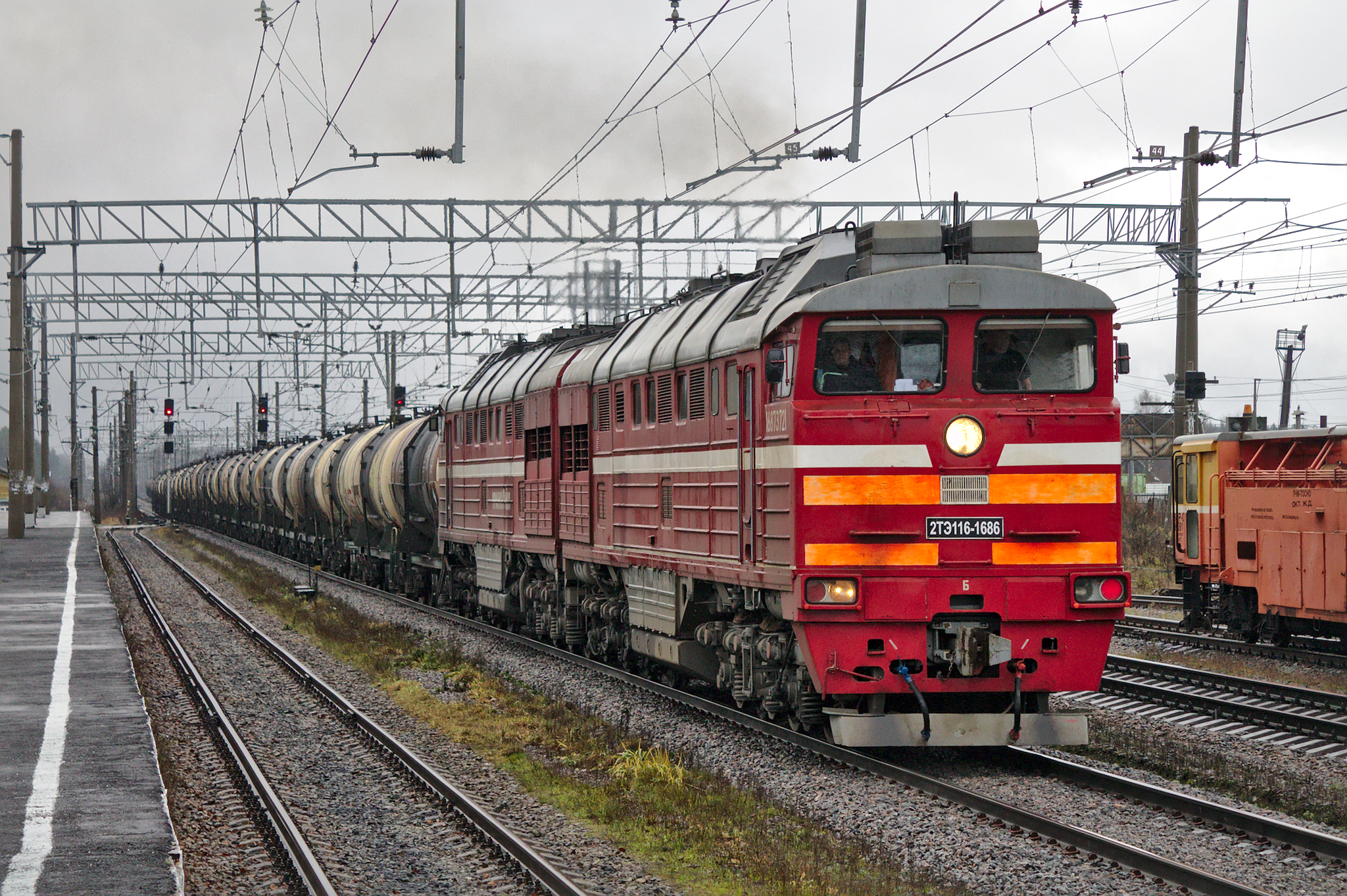
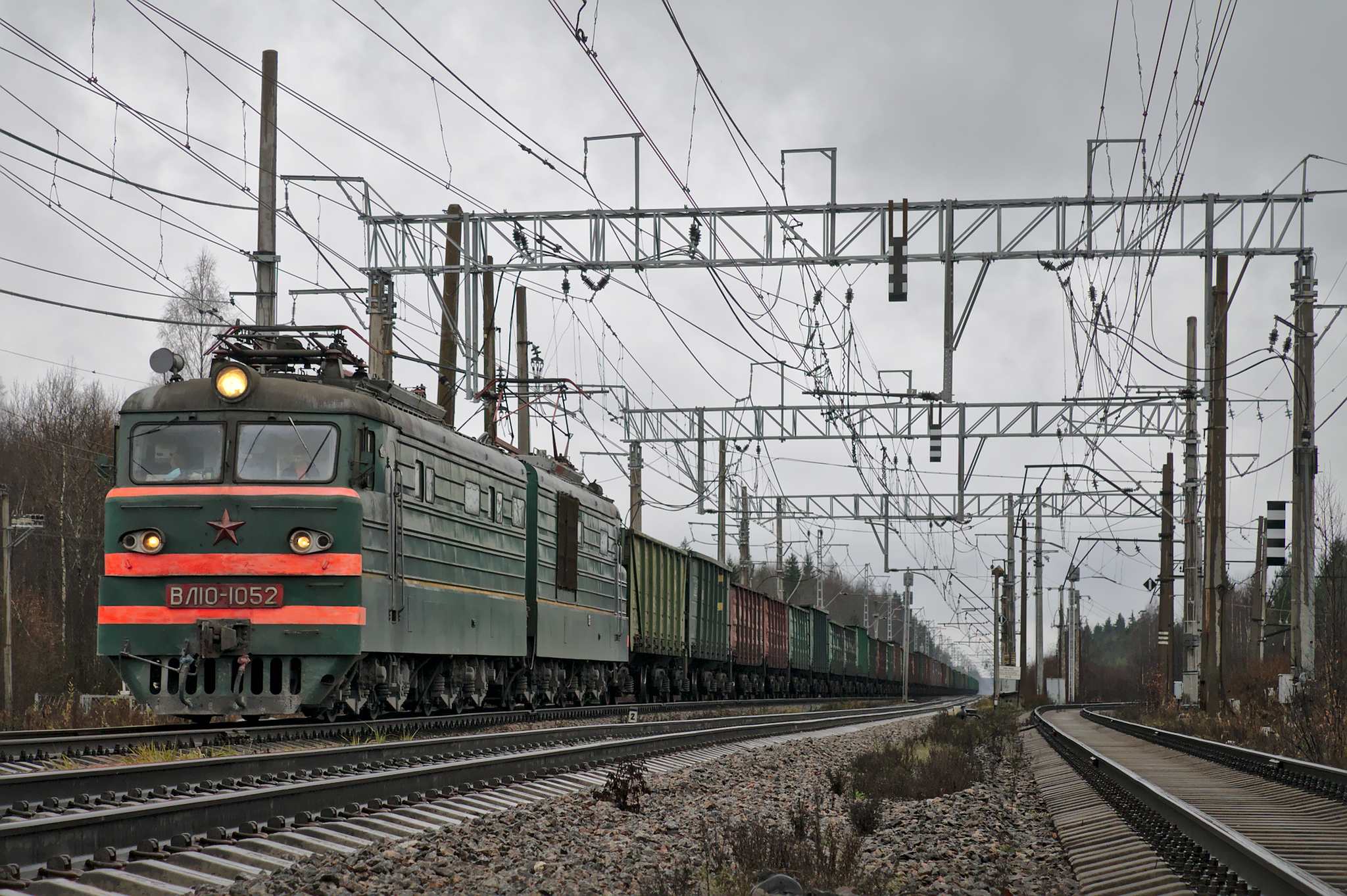